# Férfi kétpárevezős a 2008. évi nyári olimpiai játékokon
A 2008. évi nyári olimpiai játékokon az evezés férfi kétpárevezős versenyszámát augusztus 9. és augusztus 16. között rendezték a Shunyi evezőspályán.

## Eredmények
Az idők másodpercben értendők. A rövidítések jelentése a következő:
| - QA: Az A-döntőbe jutás helyezés alapján - QB: A B-döntőbe jutás helyezés alapján - QC: A C-döntőbe jutás helyezés alapján | - QS: Elődöntőbe jutás helyezés alapján - DNS: nem indult - DSQ: kizárták |

### Előfutamok
Három előfutamot rendeztek, öt-öt résztvevővel. Az első három helyezett automatikusan bejutott az elődöntőbe, a többiek reményfutamba kerültek.
| Helyezés | Nemzet                                                               | Idő      | Mj       |
| 1. futam | 1. futam                                                             | 1. futam | 1. futam |
| -------- | -------------------------------------------------------------------- | -------- | -------- |
| 1.       | Új-Zéland (NZL) · Rob Waddell, Nathan Cohen                          | 6:24,32  | QS       |
| 2.       | Fehéroroszország (BLR) · Dzjanyisz Migal, Sztanyiszlav Scsarbacsenya | 6:27,18  | QS       |
| 3.       | Németország (GER) · Karsten Brodowski, Clemens Wenzel                | 6:29,60  | QS       |
| 4.       | Belgium (BEL) · Bart Poelvoorde, Christophe Raes                     | 6:31,84  |          |
| 5.       | Egyesült Államok (USA) · Wes Piermarini, Elliot Hovey                | 6:39,37  |          |
| 2. futam |                                                                      |          |          |
| 1.       | Nagy-Britannia (GBR) · Matt Wells, Stephen Rowbotham                 | 6:26,33  | QS       |
| 2.       | Horvátország (CRO) · Ante Kušurin, Mario Vekić                       | 6:27,38  | QS       |
| 3.       | Észtország (EST) · Tõnu Endrekson, Jüri Jaanson                      | 6:27,95  | QS       |
| 4.       | Oroszország (RUS) · Alekszandr Kornyilov, Alekszej Szvirin           | 6:44,46  |          |
| 5.       | Irak (IRQ) · Hajdar Nozád, Hamza Huszejn Dzsebúr                     | 7:00,46  |          |
| 3. futam |                                                                      |          |          |
| 1.       | Ausztrália (AUS) · David Crawshay, Scott Brennan                     | 6:21,39  | QS       |
| 2.       | Franciaország (FRA) · Adrien Hardy, Jean-Baptiste Macquet            | 6:21,92  | QS       |
| 3.       | Szlovénia (SLO) · Iztok Čop, Luka Špik                               | 6:39,49  | QS       |
| 4.       | Bulgária (BUL) · Martin Janakiev, Ivo Janakiev                       | 6:45,03  |          |
|          | Kína (CHN) · Szu Huj, Csang Liang                                    | DSQ      |          |

### Reményfutam
Egy reményfutamot rendeztek, öt résztvevővel. Az első három helyezett bejutott az elődöntőbe, a többiek a C döntőbe kerültek.
| Helyezés | Nemzet                                                     | Idő      | Mj       |
| 1. futam | 1. futam                                                   | 1. futam | 1. futam |
| -------- | ---------------------------------------------------------- | -------- | -------- |
| 1.       | Oroszország (RUS) · Alekszandr Kornyilov, Alekszej Szvirin | 6:23,52  | QS       |
| 2.       | Belgium (BEL) · Bart Poelvoorde, Christophe Raes           | 6:24,01  | QS       |
| 3.       | Bulgária (BUL) · Martin Janakiev, Ivo Janakiev             | 6:24,70  | QS       |
| 4.       | Egyesült Államok (USA) · Wes Piermarini, Elliot Hovey      | 6:26,05  | QC       |
| 5.       | Irak (IRQ) · Hajdar Nozád, Hamza Huszejn Dzsebúr           | 6:52,71  | QC       |

### Elődöntők
Két elődöntőt rendeztek, hat-hat részvevővel. Az első három helyezett bejutott az A-döntőbe, a többiek a B-döntőbe kerültek.
| Helyezés | Nemzet                                                | Idő      | Mj       |
| 1. futam | 1. futam                                              | 1. futam | 1. futam |
| -------- | ----------------------------------------------------- | -------- | -------- |
| 1.       | Ausztrália (AUS) · David Crawshay, Scott Brennan      | 6:21,50  | QA       |
| 2.       | Szlovénia (SLO) · Iztok Čop, Luka Špik                | 6:23,81  | QA       |
| 3.       | Új-Zéland (NZL) · Rob Waddell, Nathan Cohen           | 6:24,16  | QA       |
| 4.       | Horvátország (CRO) · Ante Kušurin, Mario Vekić        | 6:24,89  | QB       |
| 5.       | Belgium (BEL) · Bart Poelvoorde, Christophe Raes      | 6:26,91  | QB       |
| 6.       | Németország (GER) · Karsten Brodowski, Clemens Wenzel | 6:28,46  | QB       |

| Helyezés | Nemzet                                                               | Idő      | Mj       |
| 2. futam | 2. futam                                                             | 2. futam | 2. futam |
| -------- | -------------------------------------------------------------------- | -------- | -------- |
| 1.       | Franciaország (FRA) · Adrien Hardy, Jean-Baptiste Macquet            | 6:18,86  | QA       |
| 2.       | Észtország (EST) · Tõnu Endrekson, Jüri Jaanson                      | 6:21,11  | QA       |
| 3.       | Nagy-Britannia (GBR) · Matt Wells, Stephen Rowbotham                 | 6:21,15  | QA       |
| 4.       | Bulgária (BUL) · Martin Janakiev, Ivo Janakiev                       | 6:26,62  | QB       |
| 5.       | Oroszország (RUS) · Alekszandr Kornyilov, Alekszej Szvirin           | 6:27,75  | QB       |
| 6.       | Fehéroroszország (BLR) · Dzjanyisz Migal, Sztanyiszlav Scsarbacsenya | 6:32,76  | QB       |

### Döntők

#### C-döntő
A C-döntőt két egységgel rendezték. A futam első helyezettje összesítésben a 12. helyen végzett, mivel a B-döntőben a horvát egység nem állt rajthoz.
| Helyezés (Összesített) | Nemzet                                                | Idő     |
| ---------------------- | ----------------------------------------------------- | ------- |
| 1. (12.)               | Egyesült Államok (USA) · Wes Piermarini, Elliot Hovey | 6:33,15 |
| 2. (13.)               | Irak (IRQ) · Hajdar Nozád, Hamza Huszejn Dzsebúr      | 6:52,02 |

#### B-döntő
A B-döntőt hat egységgel rendezték. A futam első helyezettje összesítésben a hetedik helyen végzett.
| Helyezés (Összesített) | Nemzet                                                               | Idő     |
| ---------------------- | -------------------------------------------------------------------- | ------- |
| 1. (7.)                | Fehéroroszország (BLR) · Dzjanyisz Migal, Sztanyiszlav Scsarbacsenya | 6:34,39 |
| 2. (8.)                | Belgium (BEL) · Bart Poelvoorde, Christophe Raes                     | 6:35,55 |
| 3. (9.)                | Németország (GER) · Karsten Brodowski, Clemens Wenzel                | 6:37,97 |
| 4. (10.)               | Bulgária (BUL) · Martin Janakiev, Ivo Janakiev                       | 6:45,91 |
| 5. (11.)               | Oroszország (RUS) · Alekszandr Kornyilov, Alekszej Szvirin           | 6:49,84 |
|                        | Horvátország (CRO) · Ante Kušurin, Mario Vekić                       | DNS     |

#### A-döntő
Az A-döntőt hat résztvevővel rendezték.
| Helyezés | Nemzet                                                    | Idő     |
| -------- | --------------------------------------------------------- | ------- |
| Arany    | Ausztrália (AUS) · David Crawshay, Scott Brennan          | 6:27,77 |
| Ezüst    | Észtország (EST) · Tõnu Endrekson, Jüri Jaanson           | 6:29,05 |
| Bronz    | Nagy-Britannia (GBR) · Matt Wells, Stephen Rowbotham      | 6:29,10 |
| 4.       | Új-Zéland (NZL) · Rob Waddell, Nathan Cohen               | 6:30,79 |
| 5.       | Franciaország (FRA) · Adrien Hardy, Jean-Baptiste Macquet | 6:33,36 |
| 6.       | Szlovénia (SLO) · Iztok Čop, Luka Špik                    | 6:33,96 |